# The Dream Ship
The Dream Ship è un cortometraggio muto del 1914 diretto da Harry A. Pollard. Prodotto dalla Beauty (American Film Manufacturing Company), si basa sull'omonima poesia di Eugene Field.

## Trama
Nel palazzo reale, il re ordina al capitano delle sue Guardie di portargli la figlia; la ragazza, ormai diventata donna, ispira i più lascivi pensieri al monarca ma il capitano non può fare altro che obbedire ai suoi ordini. La Fanciulla dei Sogni, passando in quel momento sul palazzo, vede il rifiuto della giovane che viene poi portata a forza davanti al re, mentre il suo innamorato viene gettato nelle segrete del castello. Decide di intervenire e lancia al re una rosa da sogno addormentandolo e facendogli sognare di essere diventato un mendicante. La Fanciulla dei Sogni lancia una rosa anche a un mendicante che sogna di essere re: l'uomo ne approfitta per ordinare dei buoni cibi, libera il ragazzo dalla prigione e poi, cercando un posto adatto per dormire, sceglie come giaciglio i vecchi gradini che sono da sempre il suo letto, cedendo questo al re mendicante.

Al mattino, tutto è tornato come prima: il re si sveglia nel suo letto ma ha ancora ben vivo nella mente il ricordo del sogno. Ordina di liberare il ragazzo e lo fa sposare con la figlia del capitano. Poi fa amicizia con il mendicante che, per un breve momento, aveva usurpato il suo trono.

## Produzione
Il film fu prodotto dalla American Film Manufacturing Company.

## Distribuzione
Distribuito dalla Mutual, il film - un cortometraggio in una bobina - uscì nelle sale statunitensi il 16 giugno 1914.